# Saint-Pierre-du-Mont (Landes)
Saint-Pierre-du-Mont é uma comuna francesa na região administrativa da Nova Aquitânia, no departamento de Landes. Estende-se por uma área de 26,25 km². Em 2010 a comuna tinha 9 988 habitantes (densidade: 380,5 hab./km²).